# کلیسای سنت آدالبرت

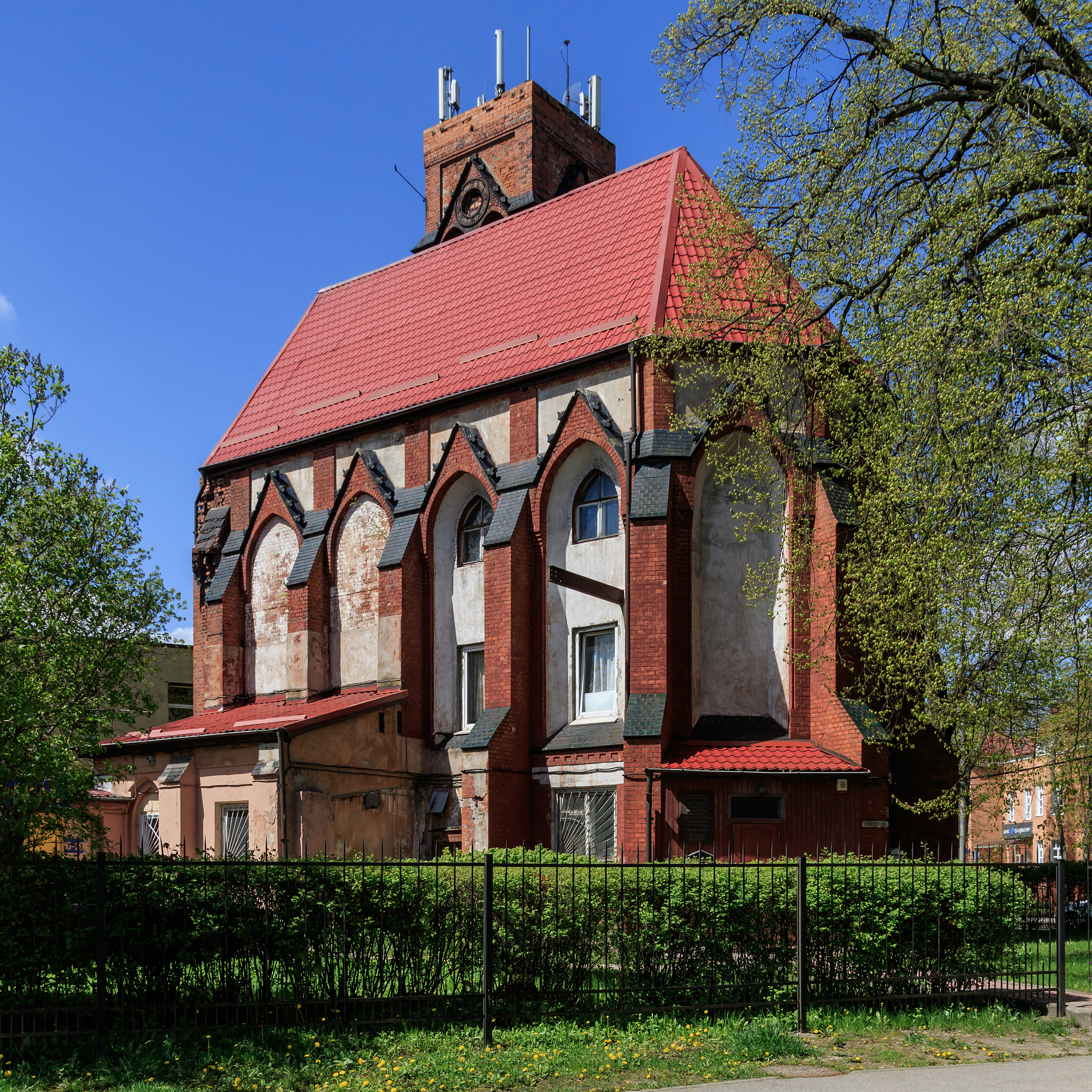
ساختمان کلیسای سنت آدالبرت.

کلیسای سنت آدالبرت (آلمانی: Adalberts-Kirche) یک کلیسای کاتولیک در غرب کونیگسبرگ پروس بود. این ساختمان اکنون یک آزمایشگاه فنی در شهر کالینینگراد در روسیه است.
ساخت این کلیسا از ۱۶ ژوئیه ۱۹۰۲ آغاز شد. معمار این بنا فریدریش هایتمان بود. وی ساخت این بنا را در سال ۱۹۰۴ به پایان رساند و پس از مرگش در سال ۱۹۲۱ در قبرستان همین کلیسا به خاک سپرده شد.
برج این کلیسا در جریان نبرد کونیگسبرگ در جنگ جهانی دوم آسیب دید اما باقی ساختمان از آسیب جدی مصون ماند. با تسخیر این شهر و پایان جنگ، از ساختمان کلیسا به عنوان یک کارخانه تولیدی استفاده شد و پس از سی سال به یک آزمایشگاه تغییر کاربری داد.

## نگارخانه

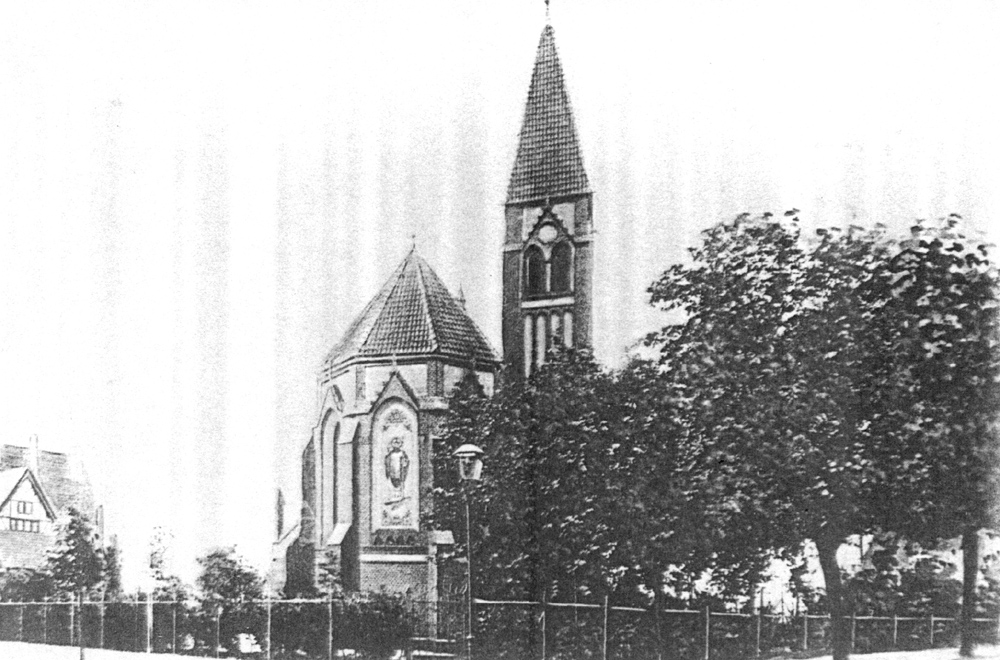
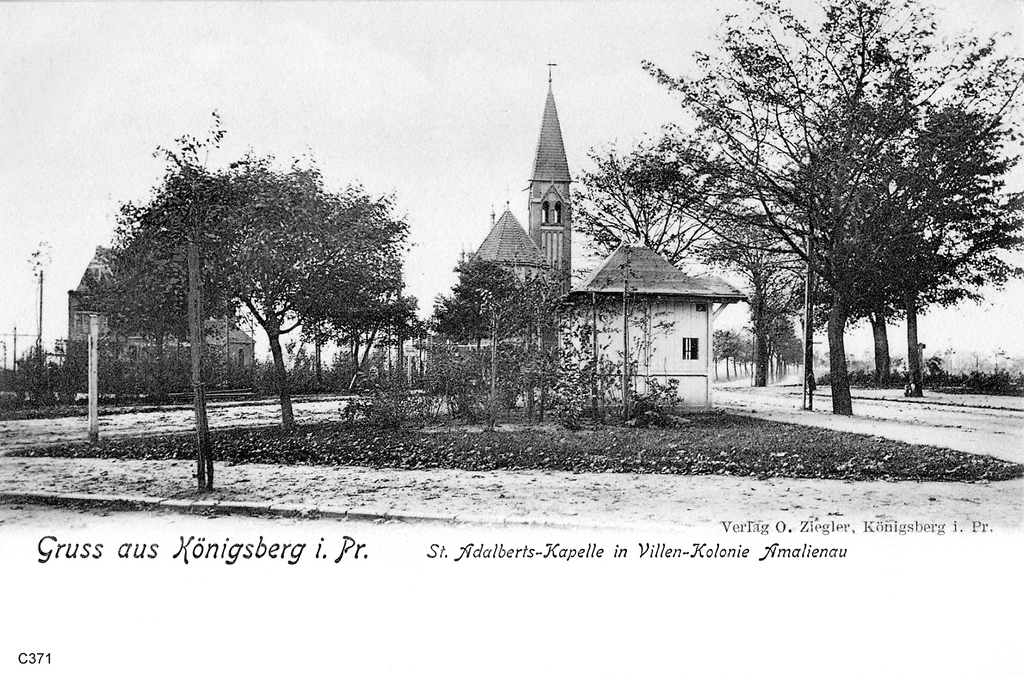
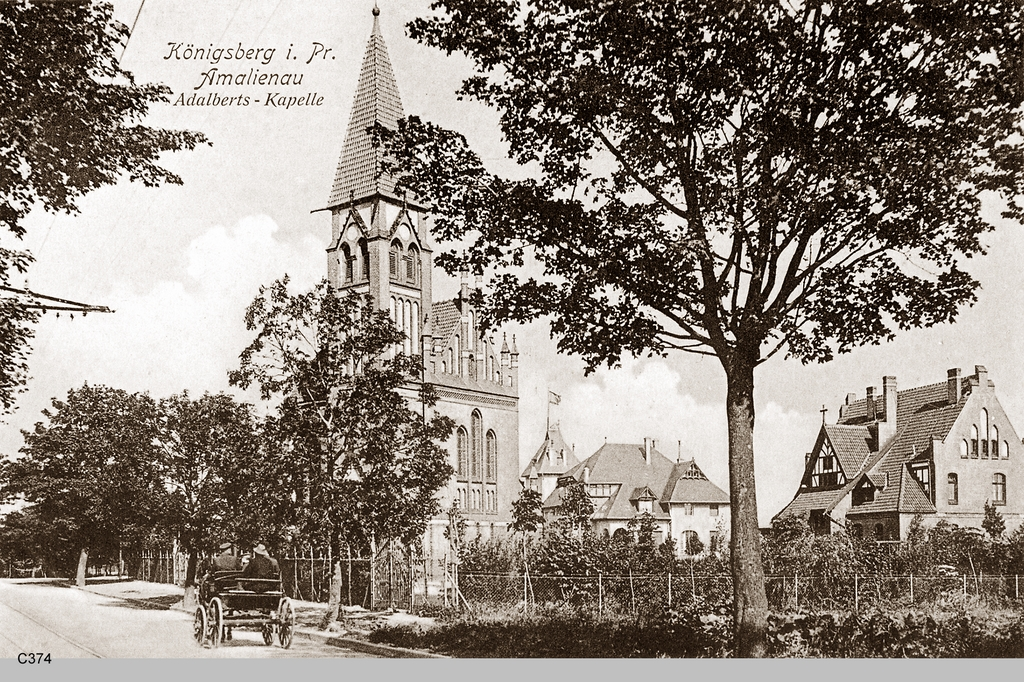
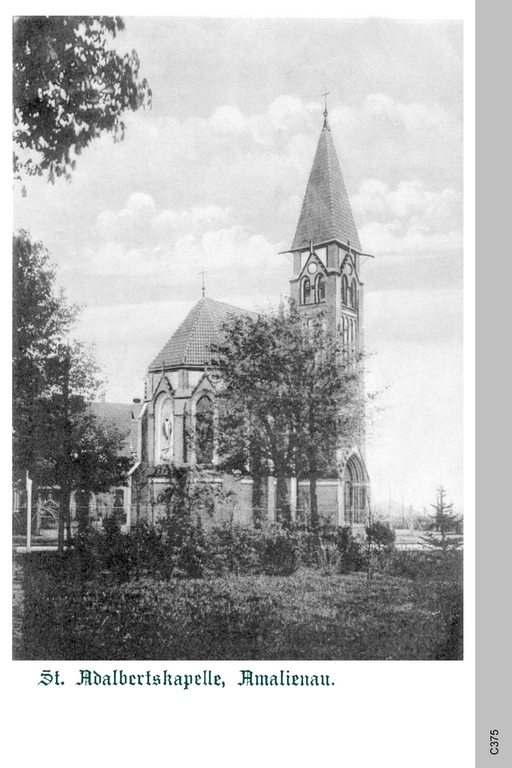
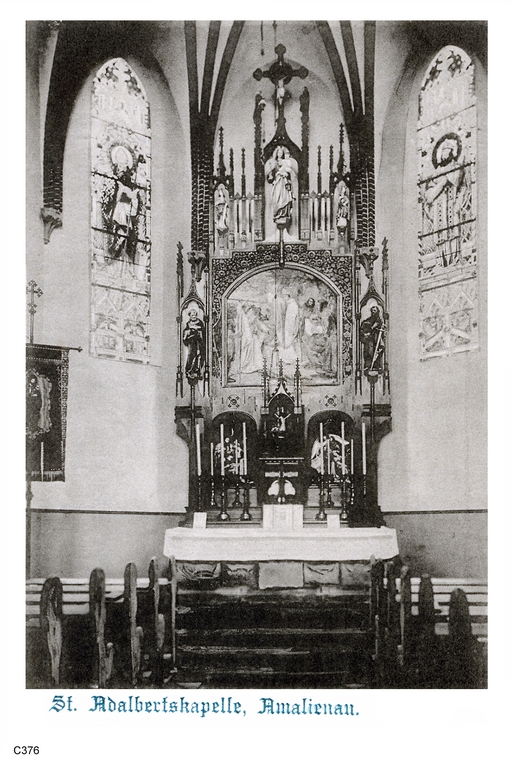
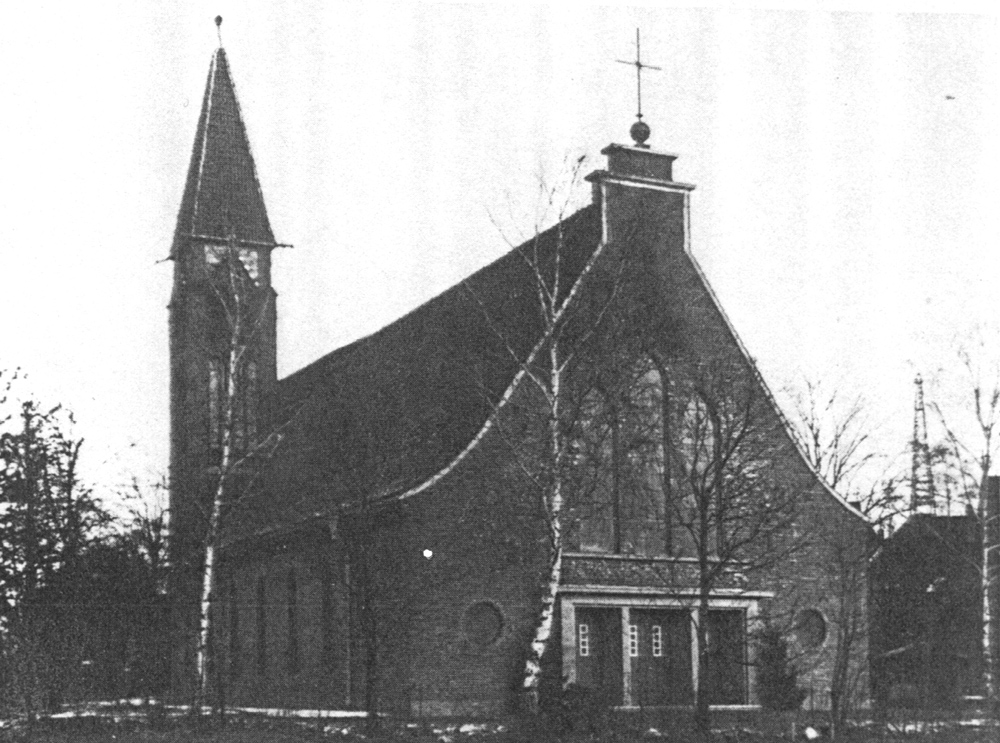